# Gergely Karácsony
Gergely Szilveszter Karácsony (Fehérgyarmat, 11 giugno 1975) è un politico e politologo ungherese liberale, membro dell'Assemblea nazionale ungherese dal 2010 al 2014. È stato eletto sindaco di Zugló nel 2014. Dal 14 ottobre 2019 è sindaco della capitale Budapest.
Ha acquisito popolarità internazionale nel 2021, quando ha rinominato quattro strade di Budapest in "Via Hong Kong Libera", "Via dei martiri Uiguri", "Via Dalai Lama" e "Via Vescovo Xie Shiguang" in segno di protesta verso la scelta del governo ungherese di Viktor Orban di aprire a Budapest una sede dell'Università Fudan, la quale nel 2019 ha cambiato il suo statuto, rimuovendo la frase "indipendenza accademica e libertà di pensiero" e includendovi "impegno a seguire la leadership del Partito Comunista", venendo quindi considerata da Karácsony e dalle migliaia di cittadini ungheresi che hanno protestato contro l'apertura dell'università cinese come segno di un eccessivo allargamento dell'influenza cinese in Ungheria.

## Carriera
Karácsony lavorò per la società di ricerche di mercato Medián come responsabile della ricerca e direttore della ricerca dal 2007. È stato docente presso l'Università Corvinus di Budapest dal 2004. Nel 2009 entrò nel partito La Politica può essere Diversa, facendo da responsabile della campagna del partito per le elezioni del 2010, in seguito alle quali fu eletto al Parlamento, divenendo nel maggio 2010 vice capogruppo parlamentare del partito. Di conseguenza lasciò Medián.
Alle elezioni suppletive del distretto II di Budapest, nel novembre 2011, arrivò terzo, con il 6,45% dei voti, dietro Zsolt Láng (Fidesz) e Katalin Lévai (MSZP).
Nel gennaio 2013 il congresso del suo partito scelse di non cooperare con le altre forze di opposizione a Orban, così i membri della corrente "Dialogo per l'Ungheria" del partito, tra cui Karácsony, annunciarono la decisione di formare un nuovo partito con lo stesso nome. Nel giugno 2014 Karácsony fu eletto copresidente del Dialogo per l'Ungheria insieme a Tímea Szabó, quando il suo predecessore Jávor fu eletto al Parlamento europeo. Karácsony fu eletto sindaco di Zugló alle elezioni locali del 2014 come candidato congiunto dell'opposizione. Secondo le nuove regole, divenne anche membro dell'Assemblea Generale di Budapest.
Nell'aprile 2017 Karácsony fu rieletto co-leader del Dialogo per l'Ungheria e fu anche scelto come candidato del suo partito e da MSZP alla carica di primo ministro alle elezioni parlamentari del 2018. Sotto la guida di Karácsony, la lista congiunta MSZP-PM raccolse l'11,91% ed arrivò al terzo posto dopo Fidesz e Jobbik.
Nel giugno 2019, alle prime elezioni primarie dell'opposizione, fu nominato candidato dell'opposizione (MSZP-P-DK-Momentum-LMP-MLP) a sindaco di Budapest. Jobbik non appoggiò completamente Karácsony, ma  scelse di non presentare un candidato contro di lui. Ciò lasciò Karácsony come unico candidato dell'opposizione nelle elezioni locali del 2019, contro il sindaco in carica István Tarlós, sostenuto dalla coalizione di governo, Fidesz-KDNP. Karácsony vinse le elezioni il 13 ottobre 2019 con il 50,86% dei voti, contro il 44,10% di Tarlós.
Su iniziativa di Karácsony, nel dicembre 2019 i sindaci delle capitali di tutti e quattro i Paesi del Gruppo di Visegrád firmarono il Patto delle Città Libere a Budapest. Il patto promuove "valori comuni di libertà, dignità umana, democrazia, uguaglianza, stato di diritto, giustizia sociale, tolleranza e diversità culturale".
Nel maggio 2021 sei partiti di opposizione formarono una coalizione contro Fidesz e Viktor Orbán per le elezioni nazionali del 2022. Karácsony annunciò che sarebbe stato il candidato primo ministro di tre partiti, Dialogo per l'Ungheria, MSZP e La Politica può Essere Diversa alle elezioni primarie del 2021.
Al primo turno delle primarie Karácsony arrivò secondo, con il 27,3%, arrivando in testa solo a Budapest e in poche altre località. Karácsony decise di ritirarsi dal ballottaggio, a beneficio del terzo arrivato, Péter Márki-Zay, a cui garantì l'appoggio. Márky-Zay vinse il secondo turno battendo Klára Dobrev, diventando il candidato primo ministro della coalizione delle opposizioni a Orbán.